# المجلس الأوروبي للمخاطر النظامية
مجلس المخاطر النظامية الأوروبي (بالإنجليزية: European Systemic Risk Board)‏ المعروف اختصاراً بـ ESRB هو مجموعة تأسست في 16 ديسمبر 2010 استجابة للأزمة المالية التي بدأت في 2009. وهي مكلفة بالتنظيم التحوطي الكلي ‏ للنظام المالي داخل الاتحاد الأوروبي من أجل المساهمة في منع أو تخفيف تأثير المخاطر النظامية على الاستقرار المالي في الاتحاد الأوروبي. كما يساهم في الأداء السلس للسوق الداخلي وبالتالي ضمان مساهمة مستدامة للقطاع المالي في النمو الاقتصادي.
يعد المجلس هيئة رقابة تحوطية كلية تابعة للاتحاد الأوروبي وهو جزء من النظام الأوروبي للرقابة المالية والغرض منه هو ضمان الإشراف على النظام المالي للاتحاد الأوروبي. كهيئة تفتقر إلى الشخصية الاعتبارية، يعتمد المجلس على الاستضافة والدعم من قبل البنك المركزي الأوروبي. ويضم ممثلين من البنك المركزي الأوروبي والبنوك المركزية الوطنية والسلطات الإشرافية للدول الأعضاء في الاتحاد الأوروبي والمفوضية الأوروبية.

## لمحة عامة
تم تفويض تشغيل المجلس إلى البنك المركزي الأوروبي وكان أول رئيس له هو جان كلود تريشيه. رئيس البنك المركزي الأوروبي هو رئيس مجلس المخاطر النظامية الأوروبي. من أجل الاستفادة من الهياكل القائمة والمتوافقة، وتقليل أي تأخير في بدء عملياته، يقدم البنك المركزي الأوروبي الدعم التحليلي والإحصائي والإداري واللوجستي له، كما يتم الحصول على المشورة الفنية من البنوك المركزية الوطنية والمشرفين ولجنة علمية مستقلة.